# 90 Day Wondering
Pour plus de détails, voir Fiche technique et Distribution.
90 Day Wondering est un film d'animation américain réalisé par Chuck Jones, sorti en 1956.

## Fiche technique
- Réalisation : Chuck Jones
- Scénario : Michael Maltese et Chuck Jones
- Producteur : Edward Selzer
- Société de production : Warner Bros. Cartoons
- Musique : Carl W. Stalling
- Durée : 8 min
- Date de sortie : 
  - États-Unis : décembre 1956

## Distribution
- Mel Blanc : voix
- Daws Butler : voix
- June Foray : voix